# Cis-1,2-diidro-1,2-diidrossinaftalene deidrogenasi
La cis-1,2-diidro-1,2-diidrossinaftalene deidrogenasi è un enzima appartenente alla classe delle ossidoreduttasi, che catalizza la seguente reazione:
cis-1,2-diidronaftalene-1,2-diolo + NAD+ ⇄ naftalene-1,2-diolo + NADH + H+
L'enzima agisce anche, sebbene con metà della resa, sul cis-antracene diidrodiolo e sul ''cis-fenantrene diidrodiolo.